# Dracophyllum patens
Dracophyllum patens är en ljungväxtart som beskrevs av Walter Reginald Brook Oliver. Dracophyllum patens ingår i släktet Dracophyllum och familjen ljungväxter. Inga underarter finns listade i Catalogue of Life.